# الجوع (حالة تحفيزية)
الجوع في حالة تحفيزية هي حالة

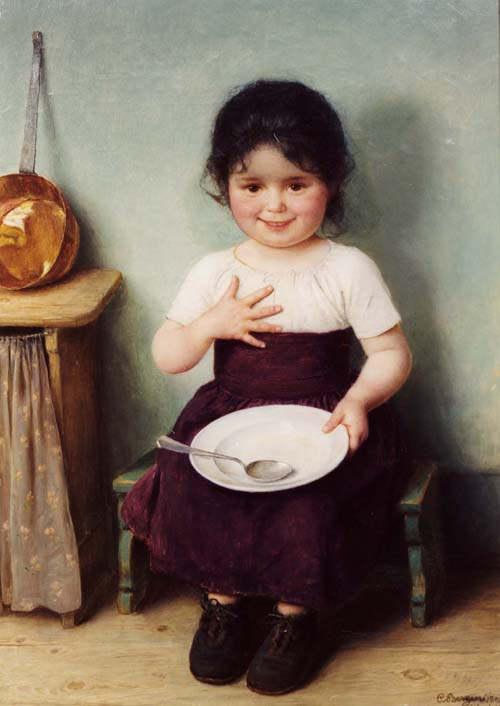

حيث لا تخلط بين الجوع و أن تكون جائعا.
يعد كلا من الجوع والشبع شعورا، فيمثل الجوع احتياجا نفسيا لأكل الطعام بينما الشبع غياب الجوع، وهو الشعور بالشبع.
و تعد الشهية احساسا آخرا تشعر به خلال الأكل مما يعني الرغبة في الأكل، وهناك نظريات عدة حول كيفية زيادة الشعور بالجوع ويمكن للشخص الصحي الذي يحصل على تغذية جيدة العيش لأسابيع دون الاستهلاك الغذائي مع ادعاءات من ثلاثة أسابيع إلى عشرة أسابيع، ويتجلى الشعور بالجوع عادة بعد ساعات دون أكل حيث أنه يعد مزعجا، ويحدث الشبع ما بين 5 إلى 20 دقيقة بعد الأكل. 
أن الجوع أكثر كلمة شائعة و مستخدمة أيضا لوصف حالة الأشخاص الذين يعانون نقص حاد من الغذاء الفعال؛ فيجربون الشعور بالجوع باستمرار
آلام الجوع
عندما تظهر انقباضات في المعدة، فهي تعرف بآلام الجوع، وعادة لا تبدأ هذه آلام  إلا بعد 12 إلى 23 ساعة بعد هضم الطعام، وتدوم الانقباضة الواحدة ما يقارب 30 ثانية وتستمر آلامها من 30 إلى 45 ثانية، ويهدأ الجوع بعد 30 إلى 150 دقيقة من بدايته، وتكون هذه الانقباضات منفصلة ولكنها تصبح متصلة بعد برهة من الوقت، وقد تهدئ الحالات النفسية ( الغضب، الفرح ..إلخ) انقباضات الجوع وكما تزداد مراحل الجوع عند انخفاض السكر وترتفع لدى مرضى السكري، فهم يصلون إلى أعلى مراحل الشبع خلال ثلاث إلى أربعة أيام وقد تضعف في الأيام التالية، وعلى الرغم من أن البحث يقترح أنه لا يمكن للجوع الاختفاء أبدا، وتكون انقباضات الجوع أكثر شدة في الشباب الأصحاء الذين لديهم درجات عالية من توتر العضلة للقناة الهضمية، وتزداد الفترات ما بين الانقباضات بتقدم العمر. 
الآليات البيولوجية
وينتج من تقلب مراحل هرمون اللبتين والجيريلن حافز رغبة استهلاك الطعام. و عندما يأكل الكائن الحي، فإن الخلية الدهنية تسبب إفراز اللبتين في الجسم ؛ لذلك أن نتيجة إفراز اللبتينن يقلل من شهية الشخص وانخفاض مراحل اللبتين بعد ساعات من عدم الاستهلاك .و تسبب انخفاض مراحل اللبتين إفراز الهرمون الثانوي وجيرلين التي بدورها تشجع على الشعور بالجوع. 
و أقترحت بعض الدراسات أن كمية إنتاج الجيلرين قد تعزز الشهية حيث تثار من منظر الطعام في حين يؤثر ارتفاع التوتر على إنتاج الهرمون، وقد تساعد هذه الاحصائيات  شرح لماذا يظهر الجوع في حالات التوتر أيضا. 
تسمى حالة الوصول للرضا عند الحصول على الطعام الشبع، ويقع مركز الشبع في الحيوانات في النواة الوطائية البطنانية الإنسية. 
انتظام الجوع قصير الأجل والاستهلاك الغذائي 
```
يرتبط نظام قصير المدى إشارات عصبية من الجهاز الهضمي والغذاء في مستويات الدم وهرمونات المعدي المعوي والعوامل النفسية.
```

الإشارات العصبية من الجهاز الهضمي
يستخدم العقل طريقة لتقييم محتويات القناة الهضمية وهي عن طريق إرسال إشارات ألياف عصبية ما بين العقل والجهاز الهضمي، وأظهرت الدراسات أن بإمكان العقل الشعور بالمغذيات الكبرى من خلال هذه الإشارات وتعمل مستقبلات الشد على كبح الشهية عند الهضم بإرسال إشارات إلى العصب الوارد المبهمي، فتعرقل مركز الجوع.
إشارات المغذيات 
يوفر كلا من مستويات الجلوكوز والأحماض الأمينية والأحماض الدهنية تدفقا مستمرا من المعلومات للعقل التي تكون مرتبطة بانتظام الجوع واستهلاك الطاقة، وتشير إشارات المغذيات بالامتلاء؛ فبالتالي توقف الجوع إضافة إلى مايلي :
1. ارتفاع الجلوكوز في الدم.
2. رفع مستوى الأحماض الأمينية في مستوى الدم.
3. تركيز الأحماض الأمينية في الدم.

إشارات الهرمون 
يطلق هرمون الانسولين والكيوليستين من الجهاز الهضمي خلاص امتصاص الطعام حيث يعمل على كبح الشعور بالجوع، ويعد هرمون الكيوليستين المفتاح على كبح الجوع بسبب دوره على منعه للبيبتيدات العصبية، وكما ترتفع مستويات غلوكاغون والأدريالين خلال الصوم فيحفز الصيام، وينتج هرمون الجيرلين في المعدة حيث أنها تنشط حالة الجوع.
عوامل نفسية 
تلعب الحالات النفسية دورا مهما في الاستهلاك على المدى القصير وليس مجرد تخيل استهلاك الطعام مرارا وتكرارا فحسب مثلا: من الممكن تقليل الاستهلاك الفعلي لذلك الطعام لاحقا بتقليل حافزية استهلاكه. وهناك آليتان نفسية معنية بتنظيم استهلاك الطعام خلال المدى القصير، والإعجاب والرغبة حيث يشير الإعجاب باستساغة أو طعم الطعام والذي ينخفض بالاستهلاك المتكرر للطعام في حين تكون الرغبة هي الحافز لاستهلاك الطعام والذي ينخفض بالاستهلاك المتكرر كذلك وربما لأسباب تغيرات عمليات الذاكرة ويمكن تحفيز الرغبة بعدة عمليات نفسية. ولعل التفكير في الطعام يتطفل على الوعي والتوسع فيه ومثالا على ذلك، فعندما يرى شخص ما دعاية أو يشم أكل شهي، كما يسبب أكل طعام ما رغبة ملحة لإكماله، طعام معروف بإضافة المتعة باستهلاكه وبإشعال فتيلة إنهاء هذه الأطعمة. وأن المشاركين الذين شربوا رشفة من الكولا حيث كان باستطاعتهم الدفع أكثر فيما بعد للقسيمة وبرغر جبن أكثر من الذين لم يشربوا الكولا. 
نظام المدى الطويل للجوع واستهلاك الطعام
عوامل نفسية
ويفرز هرمون اللبتين من خلايا دهنية على جه الخصوص استجابة لارتفاع كتلة الدهن للجسم وهو تركيب مهم لتنظيم الجوع واستهلاك الطعام طويل المدى، ويخدم اللبتين كما يفعل مؤشر العقل لتخزين الطاقة الكلية للجسم، فعندما ترتفع مراحل اللبتين في مجرى الدم وترتبط في مستقبلات في أي ار سي، ووظائف اللبتين كما يلي :
1. قمع انتشار الببتيد العصببي الوطائي حيث تحمي بدورها تعزيز انتشار أوركسين من الوطاء الجانبي، وهذا يخفض من الشهية والاستهلاك الغذائي وكما يعزز خسارة الوزن. تحفيز مستخرج الكوكايين والامفتامبين المنظم.
2. لكن يعزز ارتفاع اللبتين في مستويات الدم بخسارة الوزن إلى حد ما، ويكمن دوره الأساسي بحماية الجسم ضد خسارة الوزن في فترات الحرمان التغذوي وكما أظهرت أيضا عوامل أخرى لتأثير الجوع طويل المدى إضافة إلى استهلاك الغذاء.

عوامل نفسية
و يظهر قرار الأكل مرة أخرى في المستقبل مجرورة بعدة عوامل نفسية وترتبط عامة بذكرى الاستهلاك السابق، فلدى الأشخاص قوة ذاكرة لبيئة طعامهم في نهاية وبداية الاستهلاك السابق، فهم يذكرون آخر قضمة أكثر من الأولى، ونتيجة لذلك تكمن سعادتهم لآخر قضمة من الطعام (الذي عادة أقل متعة من الأولى) فهي مؤشر قوي بكيفية تمنيهم مرة أخرى أكل الطعام في الممستقبل، وهذه فرصة لتقييم آخر قضمة من أولها بسبب تداخل الذكريات بحيث تجعل هذه الذكريات لآخر قضمة أكثر صعوبة على تذكر المتعة للقضمات السابقة للطعام. 
نظريات محددة للجوع والأكل 
تتكون النظريات المحددة للجوع والأكل من مجموعة نظريات التي تطورت ما بين 1940 ميلادي و 1950 ميلادي مما تعمل تحت فرضية الجوع نتيجة عجز الطاقة، ويعني رجوع مصادر الطاقة إلى مستواها المثالي من خلال ذلك الأكل أو نظريات الطاقة المحددة، ووفقا لهذه النظرية، فإن مصادر الطاقة للشخص تكون في أو قريبة من نظرية الطاقة المحددة ما بعد الأكل وينخفض فيما بعد. وعندما ينخفض مستوى الطاقة لشخص ما للحد الأدنى، فسيتم الشعور بالجوع وهو طريقة الجس لتحفيز الخص للأكل مجددا، وأن نظرية المحدد للجوع والأكل هي آلية معلوماتية سلبية وتتضمن الآليتين المعروفة لهذه النظرية وهما نظرية قلوستاتك ونظرية ليبوستاتك. 
وتظهر هذه النظرية نقاط ضعف عدة:
- أن تفشي السمنة واضطرابات الأكل الأخرى تضعف هذه النظريات

أن هذه النظريات للجوع والأكل غير متسقة مع الثورة البسيط المرتطبة بالجوع والأكل كما مفهومها حاليا.*
لم يتم تأكيد توقعات كبيرة بشأن هذه النظريات للجوع والطعام.*
فشلوا في التعرف على التأثيرات النفسية والاجتماعية للجوع والأكل.*
منظور الحافز الإيجابي 
يعد منظور الحافز الإيجابي مصطلح لمجموعة نظريات ممثلة ببدائل لنظريات المحددة للجوع والأكل، تكمن الفكرة الرئيسية في هذا المنظور أن الأنسان والحيوانات لا تحفز طبيعيا لتأكل خلال انخفاض الطاقة ولكن تحفز لأكل بتوقع متعة الأكل أو قيمة الحافز الإيجابي، ووفقا لهذا المنظور، يسيطر على الأكل ممثل السلوك الجنسي حيث يشارك الأنسان في هذا السلوك ليس بسبب عجز داخلي ولكن تطوروا ليرغبوا به حيث. وهذا مشابه للضغوط الثورية لنقص الطعام غير المتوقع حيث جعل الأنسان والكائنات الأخرى لاستغلال الأكل حال توفره حيث حضور الطعام الجيد أو مجرد توقعه مما يجعل الشخص جائع. 
جوع ماقبل الوجبة
تعد مخزونات طاقة الجسم مسوؤلة عن توازن الهرمون قبل استهلاك وجبة ما ولكن عند استهلاكه، فهناك توزيع لتوازن الهرمون للوقود إلى مجرى الدم، ويأخذ الجسم عادة خطوات لتخفيف تأثير توازن الهرمون المتوزع للوقود بنشر الانسلين إلى الدم وخفض سكر الدم عند موعد الوجبة مما يسبب هذا الجوع ما قبل الوجبة وليس ضروريا أن يكون نقص في الطاقة. 
الاستجابة السلوكية
يظهر الجوع لزيادة النشاط وحركة حيوانات عديدة، فمثلا أظهر اختبار على العناكب حيث زاد النشاط والافتراس في  العناكب الجائعة مما نتج عنه زيادة في الوزن، وتم رصد هذه الحركة على كثير من الحيوانات إضافة إلى الأنسان أثناء النوم وكما أنها تحدث مع الفئران في قشرتهم المخية أو إزالة البطون بالكامل. ويزيد نشاط فئران الهامستر عند حرمانهم من الطعام وحتى الماء أيضا أو فيتامين ب مثل الثيامين، وربما تزيد هذه الاستجابة من فرصة الحيوان للبحث عن الطعام مع التكهن أن التفاعل يخفف الضغط من عدد السكان وكما أن هناك فرق بين الاستجابات العصبية في الرجال واستجابة النساء للجوع والشعور بالشبع.
حالات مشابهة 
يعد الرغبة في الأكل شعور قوي لاستهلاك طعام على نقيض الجوع العام حيث أنه مشابها للعطش وهو رغبة شرب الماء.